# Johan Kristoffersson

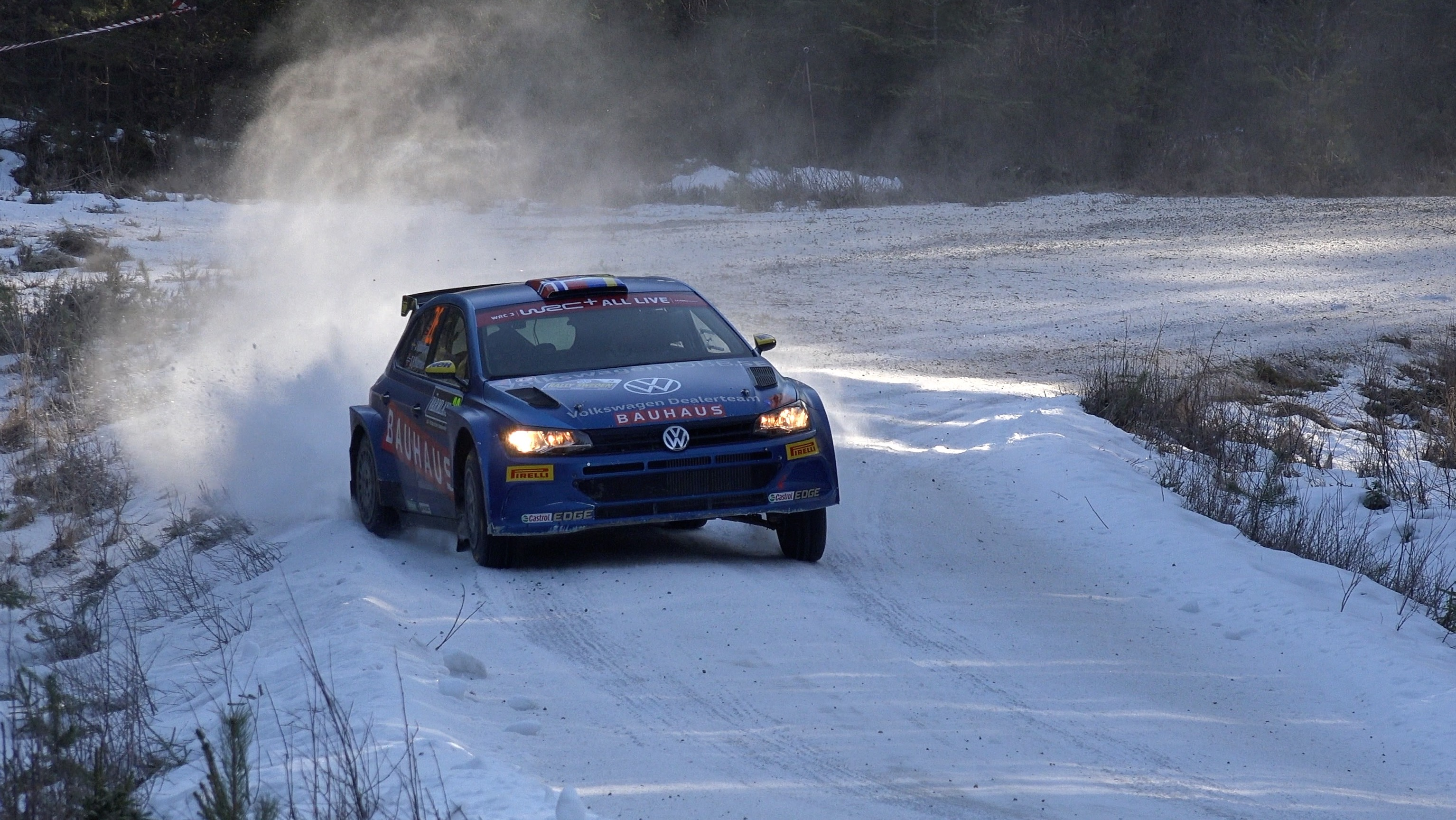
Kristoffersson i Rally Sweden 2020.

Johan David Kristoffersson, född 6 december 1988 i Arvika, är en svensk rallyförare och racerförare som tävlar för Volkswagen Dealer Team Bauhaus FIA World Rallycross Championship 
Kristofferssons co-driver är norske Stig Rune Skjærmoen. 
Han är son till racerföraren och numera teamchef Tommy Kristoffersson.
Kristoffersson tillhör norska Even Rally, ett managementteam där också Esapekka Lappi, och Ole Christian Veiby ingår.
Under föregående säsong 2021 tog Johan sin fjärde VM-titel i Rallycross samt mästerskapsseger i Extreme E tillsammans med australiensiska Molly Taylor. I Extreme E körde duon för den tidigare F1 mästaren Nico Rosbergs team Rosberg X Racing

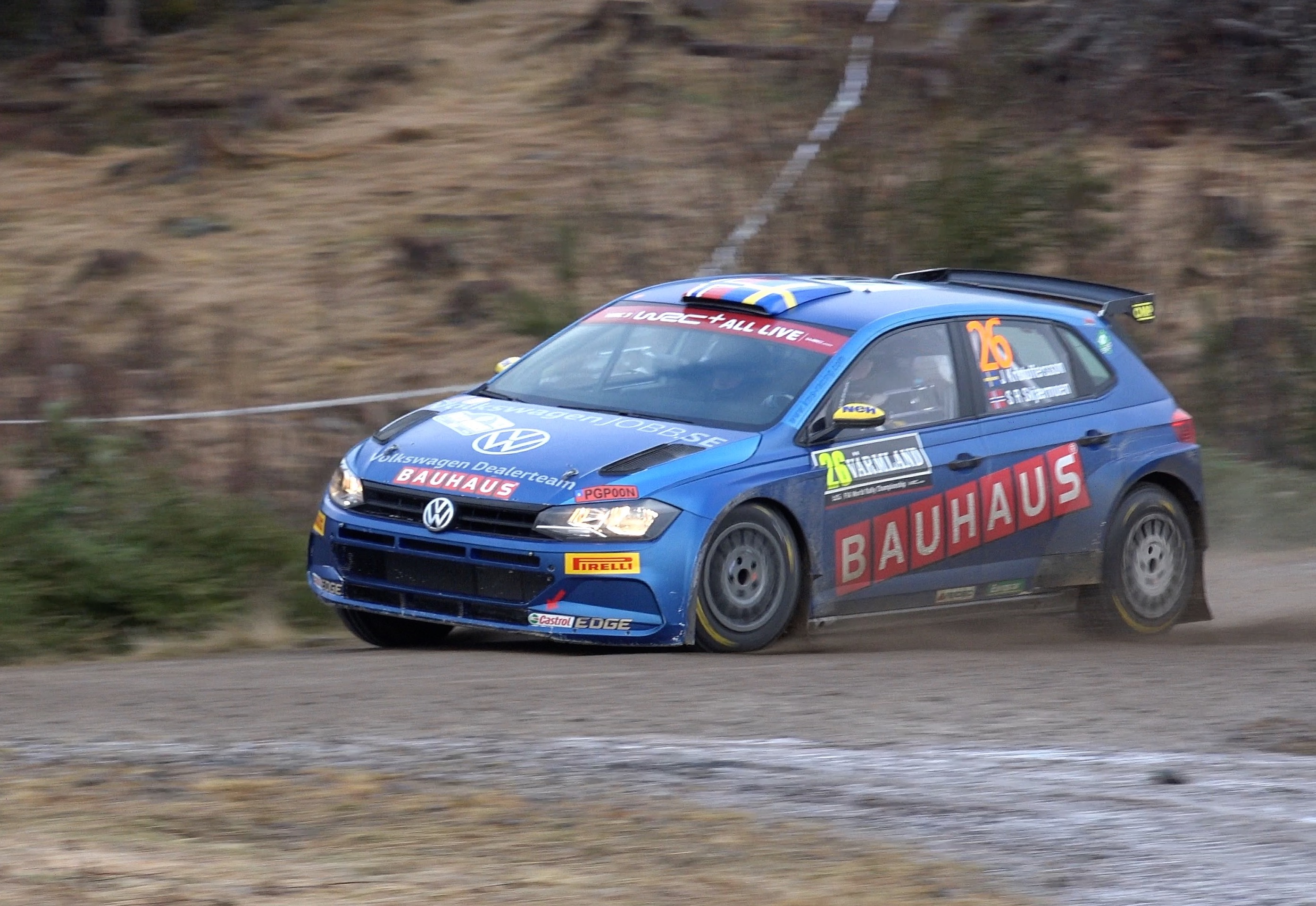
Kristoffersson under Rally Sweden 2020.

## Racingkarriär

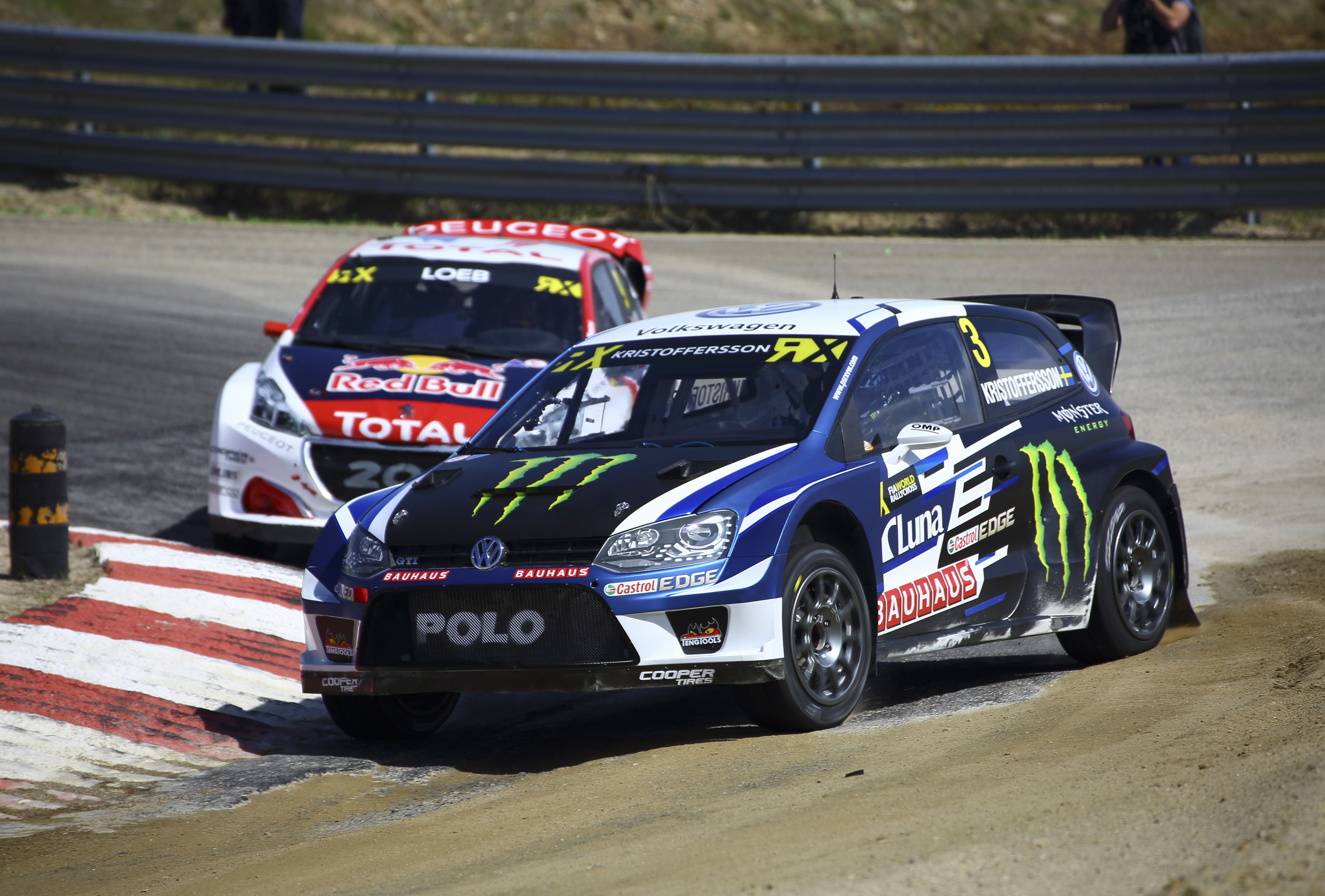
FIA World RX Portugal 2017

Kristoffersson tävlade för sin faders team i Junior Touring Car Championship säsongen 2008. Han slutade där fyra i sammandraget, efter att ha vunnit två tävlingar under säsongen, i en Volkswagen Golf. Kristoffersson Motorsport tävlade även i Swedish Touring Car Championship, vilket han fick flytta upp till år 2009. Han lyckades inte ta några poäng i huvudserien, men blev tvåa bakom Viktor Hallrup i Semcon Cup, privatförarcupen. Under 2010 körde Kristoffersson inte hela säsongen i STCC, men fick hoppa in för Team Biogas.se i tre tävlingshelger.
Kristofferssons stora genombrott kom säsongen 2011. Det var till tävlingarna på Falkenbergs Motorbana som han fick köra en tredje biogasdriven Volkswagen Scirocco för Team Biogas.se i Scandinavian Touring Car Championship. Han var med högt upp där, men tvingades bryta båda racen. Han plockade sedan tre fjärdeplatser i de fyra efterföljande racen, innan han tog en tredjeplats i det andra racet på Ring Knutstorp. Han tog sedan ytterligare en tredjeplats på Mantorp Park och slutade säsongen på tionde plats totalt, trots att han bara kört drygt halva säsongen. Under 2011 körde Kristoffersson även hela säsongen i Porsche Carrera Cup Scandinavia, där han slogs om titeln med Robin Rudholm. Under den allra sista tävlingshelgen hade han bra chans på titeln, men förlorade det efter att ha fått en bestraffning för tjuvstart i det första racet. Kristoffersson vann det andra racet, men kunde ändå inte vinna mästerskapet, då Rudholm blev tvåa och hade en för stor ledning i det totala förarmästerskapet.
2012 blev Kristofferssons mest segerrika år hittills. På 42 race tog han 17 segrar och 27 pallplatser i tre olika serier. I det Italien-baserade standardvagnsmästerskapet, Superstars Series, körde han för Kristoffersson Motorsport under namnet Audi Sport Italia. Kristoffersson tog inte bara hem Rookie Trophy och den italienska titeln utan också mästerskapstiteln i International Superstars Series. Titeln säkrades i säsongens sista race på Pergusa trots att Kristoffersson tvingades bryta efter att ha blivit påkörd. 
Hemma i Sverige blev han mästare i Swedish Touring Car Championship. Kristoffersson körde en biogasdriven Volkswagen Scirocco för Volkswagen Team Biogas och tog fem segrar på sexton starter. Mästerskapstiteln blev klar i och med två segrar på Solvalla i den avslutande deltävlingen, efter en dramatisk duell med Rickard Rydell. 
I Porsche Carrera Cup Scandinavia vann Kristoffersson, tävlande för familjeföretaget Kristoffersson Motorsport, åtta av tio race och tog hem titeln före Philip Forsman efter att ha segrat i säsongens sista lopp på Solvalla.
Johan Kristoffersson inledde tävlingssäsongen 2013 med att debutera i 12-timmars Bathurst i Australien. Där representerade han Phoenix Racing och slutade fyra i lag med svenske Andreas Simonsen och Harold Primat, Schweiz. 
På hemmaplan bestämde sig Kristoffersson Motorsport för att växla spår och satsa på rallycross istället för racing. Under namnet Volkswagen Dealer Team KMS lanserade man en satsning på en Volkswagen Scirocco Super Car med Johan Kristoffersson och Pontus Tidemand som förare. Teamet körde några tävlingar i utvecklingssyfte, där Johan bland annat vann tävlingen på Westombanan hemma i Arvika. Kristoffersson debuterade också på Höljesbanan, där han tog sig till semifinal i EM-deltävlingen. I SM-finalen i Götene slutade han fyra och förlorade medaljchansen efter att ha drabbats av dubbelpunktering i finalen. 
I Porsche Carrera Cup Scandinavia försvarade Kristoffersson sin titel, främst utmanad av Ola Nilsson, efter att ha vunnit tolv segrar på fjorton starter.  
Tanken var också att försöka försvara titeln i International Superstars Series med team Petri Corse i en Porsche Panamera. Detta samarbete avbröts dock redan efter första deltävlingen, där Kristoffersson inte kunde starta på grund av tekniska problem. Istället blev det ånyo ett samarbete med Audi Sport Italia i Italian GT där Kristoffersson i par med Alex Frassineti styrde en Audi R8 Ultra. Säsongen innebar fem pallplatser, varav en seger i avslutande deltävlingen på Autodromo Nazionale Monza.  
Utöver detta gjorde Kristoffersson sporadiska inhopp i International GT Sprint Series där han assisterade Thomas Schöffler fram till dennes mästerskapstitel. 
Trots att 2013 skulle bli ett år med fokus på utveckling och träning istället för tävling så summerade Johan Kristoffersson 18 segrar, en mer än under 2012.     

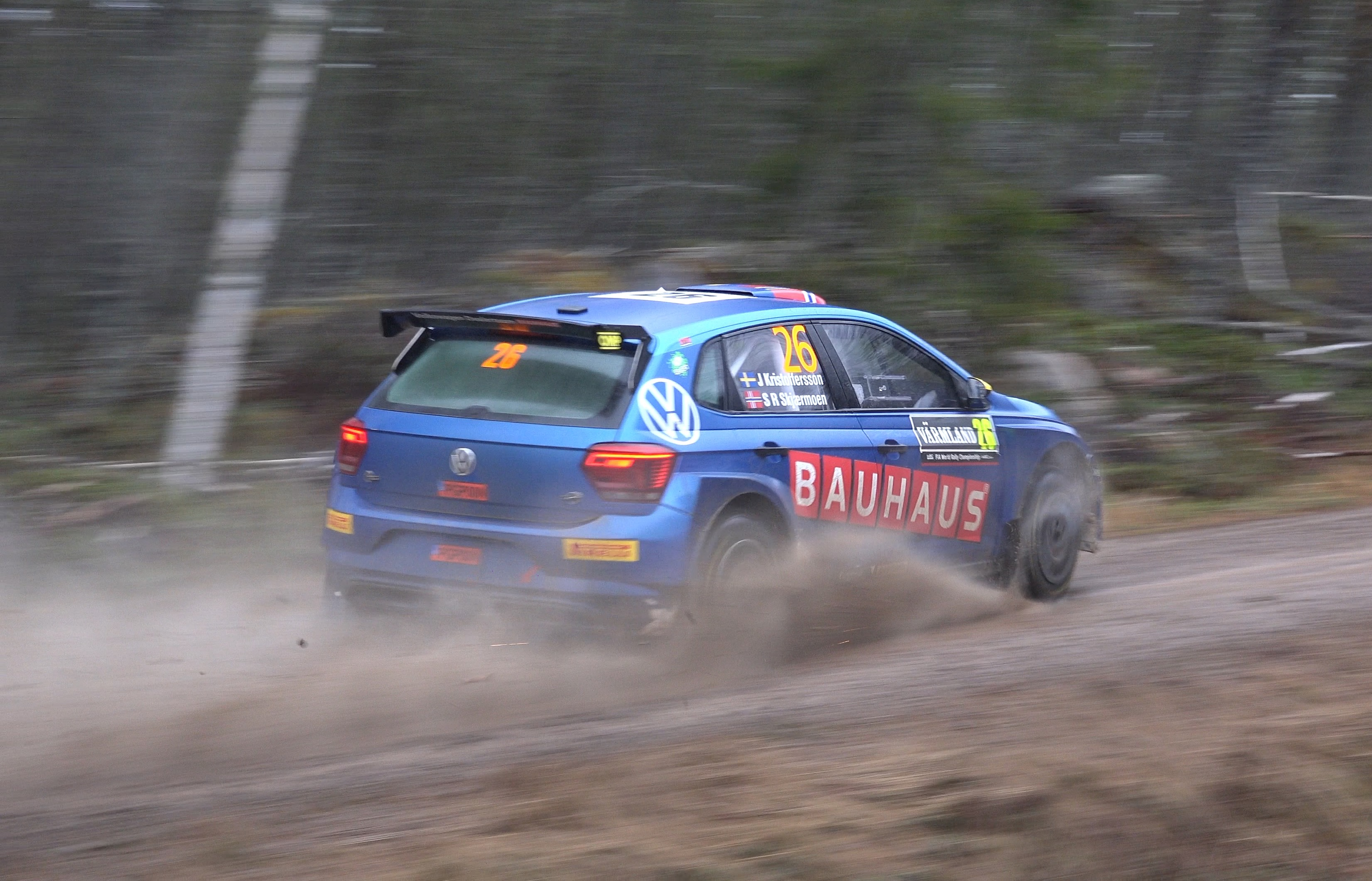
Kristoffersson i Rally Sweden 2020.

Till 2014 års rallycrossäsong kom Kristoffersson till start i teamets nya VW Polo R WRX och med norrmannen Ole Christian Veiby som stallkompis. Förutom utvecklingsarbete på den nya bilen var huvuduppgiften att köra SM-serien, där Kristoffersson tog två segrar på fem starter och slutade säsongen som bronsmedaljör. Teamet startade också i fyra av årets EM-/VM-deltävlingar där Johan var trea i mål i Belgien och avslutade med att vinna EM-delen av tävlingen i Tyskland.           
| År   | Mästerskap                                 | Team                           | Bil                                     | Totalplacering |
| ---- | ------------------------------------------ | ------------------------------ | --------------------------------------- | -------------- |
| 2008 | JTCC                                       | Kristoffersson Motorsport      | Volkswagen Golf                         | 4              |
| 2009 | STCC                                       | Kristoffersson Motorsport      | Audi A4                                 | -              |
| 2009 | STCC                                       | Kristoffersson Motorsport      | Audi A4                                 | 2              |
| 2010 | STCC                                       | Team Biogas.se                 | Volkswagen Scirocco                     | 15             |
| 2010 | STCC                                       | Team Biogas.se                 | Volkswagen Scirocco                     | -              |
| 2011 | Porsche Carrera Cup Scandinavia            | Kristoffersson Motorsport      | Porsche 911 GT3 Cup 997                 | 2              |
| 2011 | STCC                                       | Team Biogas.se                 | Volkswagen Scirocco                     | 10             |
| 2011 | Porsche Carrera World Cup                  | Kristoffersson Motorsport      | Porsche 911 GT3 Cup 997                 | 25             |
| 2011 | VLN Endurance                              | RS Driving                     | Porsche 911 GT3 Cup 997                 | -              |
| 2011 | Porsche Carrera Cup Germany                | Kristoffersson Motorsport      | Porsche 911 GT3 Cup 997                 | -              |
| 2012 | International Superstars Series            | Audi Sport Italia              | Audi RS5                                | 1              |
| 2012 | STCC                                       | Volkswagen Team Biogas         | Volkswagen Scirocco                     | 1              |
| 2012 | Porsche Carrera Cup Scandinavia            | Kristoffersson Motorsport      | Porsche 997 GT3                         | 1              |
| 2013 | Porsche Carrera Cup Scandinavia            | Kristoffersson Motorsport      | Porsche 997 GT3                         | 1              |
| 2013 | Italian GT (delad bil med Alex Frassineti) | Audi Sport Italia              | Audi R8 Ultra                           | 11             |
| 2014 | Swedish Championship Rallycross            | Volkswagen Dealer Team         | Volkswagen Polo R WRX                   | 3              |
| 2014 | FIA World Rallycross Championship          | Volkswagen Dealer Team         | Volkswagen Polo R WRX                   | 15             |
| 2015 | FIA World Rallycross Championship          | Volkswagen Team Sweden         | Volkswagen Polo                         | 2              |
| 2016 | STCC                                       | PWR Racing - SEAT Dealer Team  | Seat Leon TCR                           | 3              |
| 2017 | FIA World Rallycross Championship          | PSRX Volkswagen Sweden         | Volkswagen Polo                         | 1              |
| 2018 | FIA World Rallycross Championship          | PSRX Volkswagen Sweden         | Volkswagen Polo                         | 1              |
| 2018 | STCC                                       | Volkswagen Dealer Team BAUHAUS | Volkswagen Golf TCR                     | 1              |
| 2019 | WTCC                                       | SLR Volkswagen Motorsport      | Volkswagen Golf GTI TCR                 | 5              |
| 2020 | FIA World Rallycross Championship          | Volkswagen Dealerteam BAUHAUS  | Volkswagen Polo GTI                     | 1              |
| 2021 | Extreme E                                  | Rosberg Xtreme Racing          | Spark Odyssey 21                        | 1              |
| 2021 | FIA World Rallycross Championship          | KYB EKS JC                     | Audi S1                                 | 1              |
| 2022 | Extreme E                                  | Rosberg Xtreme Racing          | Spark Odyssey 21                        | 2              |
| 2022 | FIA World Rallycross Championship          | Kristoffersson Motorsport      | Volkswagen Polo RX1e                    | 1              |
| 2023 | Extreme E                                  | Rosberg Xtreme Racing          | Spark Odyssey 21                        | 1              |
| 2023 | FIA World Rallycross Championship          | Volkswagen Dealerteam BAUHAUS  | Volkswagen Polo RX1e och OMSE ZEROID X1 | 1              |
| 2024 | FIA World Rallycross Championship          | KMS - HORSE Powertrain         | Volkswagen Polo KMS 601 RX              | 1              |